# 오크로시카
오크로시카(러시아어: окро́шка ru)는 러시아 요리에서 유래한 차가운 국으로, 아마도 볼가강 볼가강 지역에서 시작되었을 것이다.
전통적인 국은 주로 생채소(오이, 무, 쪽파 등), 삶은 감자, 달걀, 쇠고기, 송아지고기, 소시지 또는 햄과 같은 익힌 고기, 그리고 발효된 검은색 또는 호밀빵으로 만든 저알코올(1.5% 이하) 음료인 크바스를 섞어 만든다. 오크로시카는 보통 사워크림(스메타나)으로 장식한다. 소련 시대에 처음 등장한 이후의 변형된 오크로시카는 크바스 대신 가볍거나 희석된 케피르, 유청, 아이란, 또는 탄산수를 사용한다.
재료는 잘게 썰어 먹기 직전에 크바스와 섞는다. 다진 음식과 크바스의 비율은 시리얼과 우유의 비율과 비슷하다. 이렇게 하면 채소가 식감을 유지할 수 있다. 같은 이유로, 재료가 러시아 샐러드의 재료와 비슷하더라도 오크로시카의 맛은 샐러드의 맛과는 상당히 다르다.
오크로시카는 크바스의 시원한 맛과 샐러드의 가벼움을 동시에 느낄 수 있어 주로 여름에 제공된다. 소금과 설탕은 기호에 따라 추가할 수 있다. 탄산수를 사용하는 조리법에서는 오크로시카 재료에 신선하게 짜낸 레몬즙을 추가하는데, 이는 크바스가 없을 때의 풍미를 대체하기 위함이다.
오크로시카는 항상 차갑게 제공된다. 때로는 더운 날씨에 국을 차갑게 유지하기 위해 서빙될 때 얼음 조각을 추가하기도 한다.

## 갤러리

오크로시카
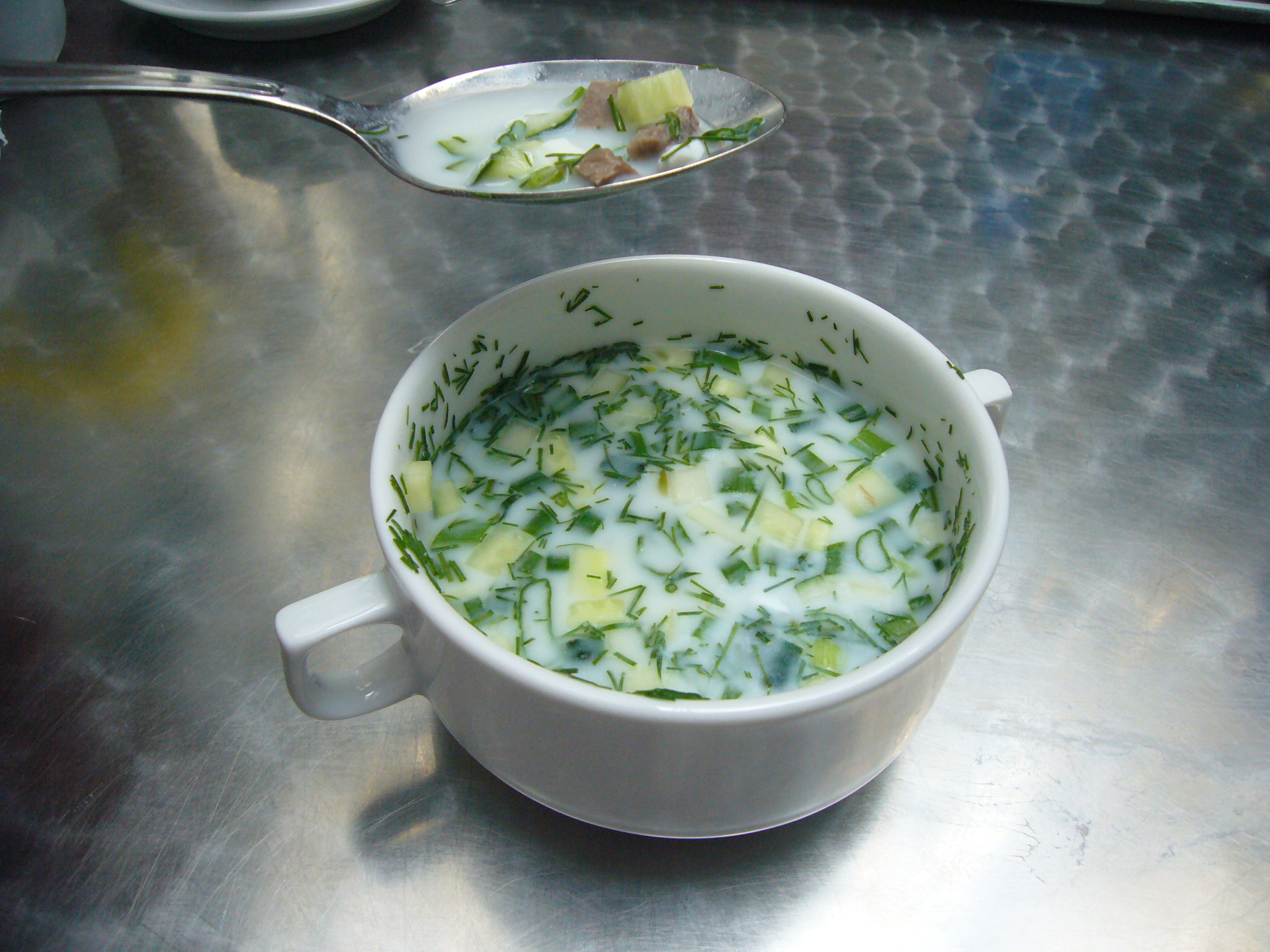
케피르로 만든 오크로시카
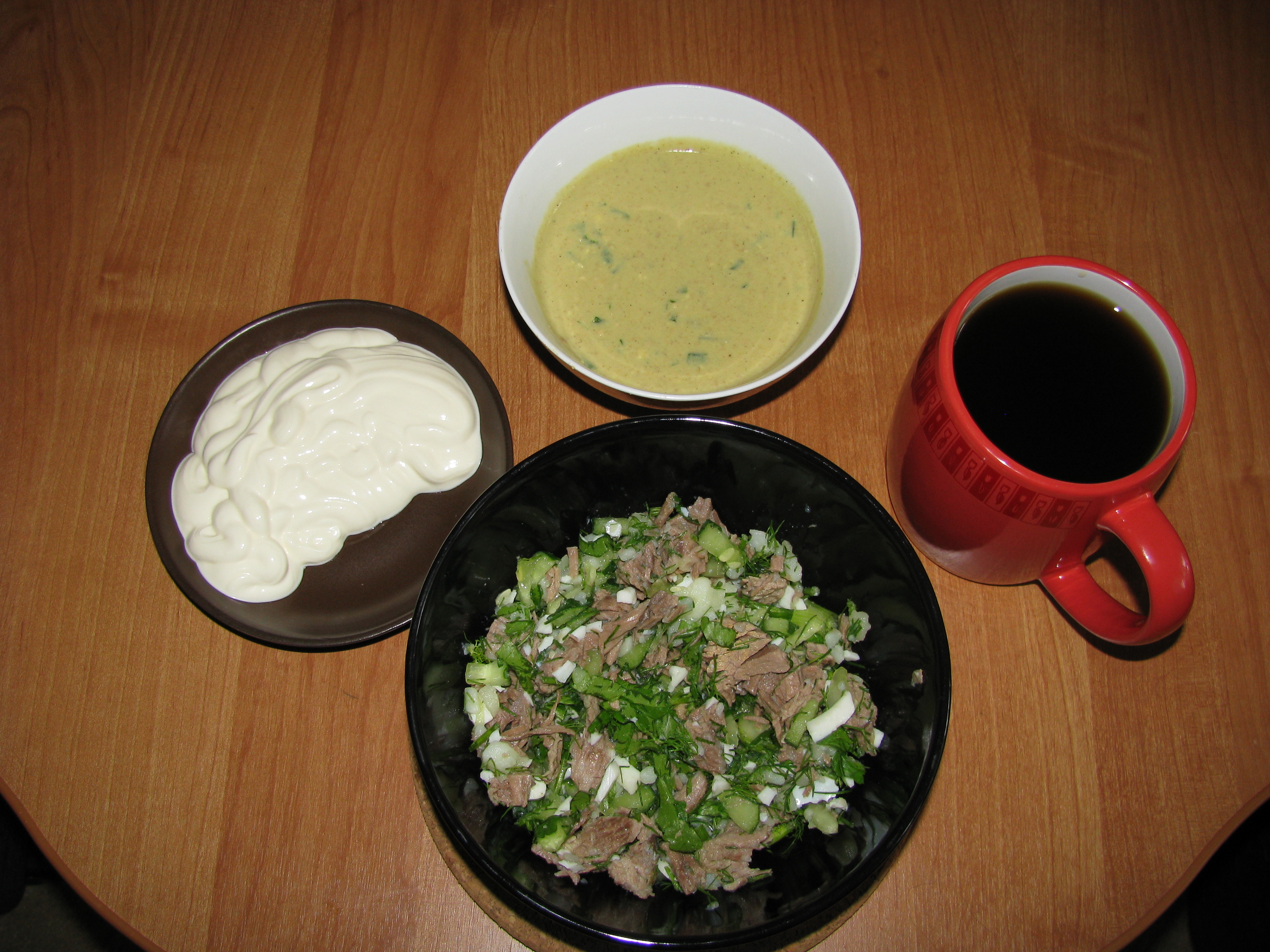
쇠고기를 넣은 전통적인 오크로시카. 옆에는 스메타나, 특별한 드레싱(노른자, 머스터드, 고추냉이, 쪽파, 소금을 빻아 만듦), 크바스 한 컵이 놓여 있다.
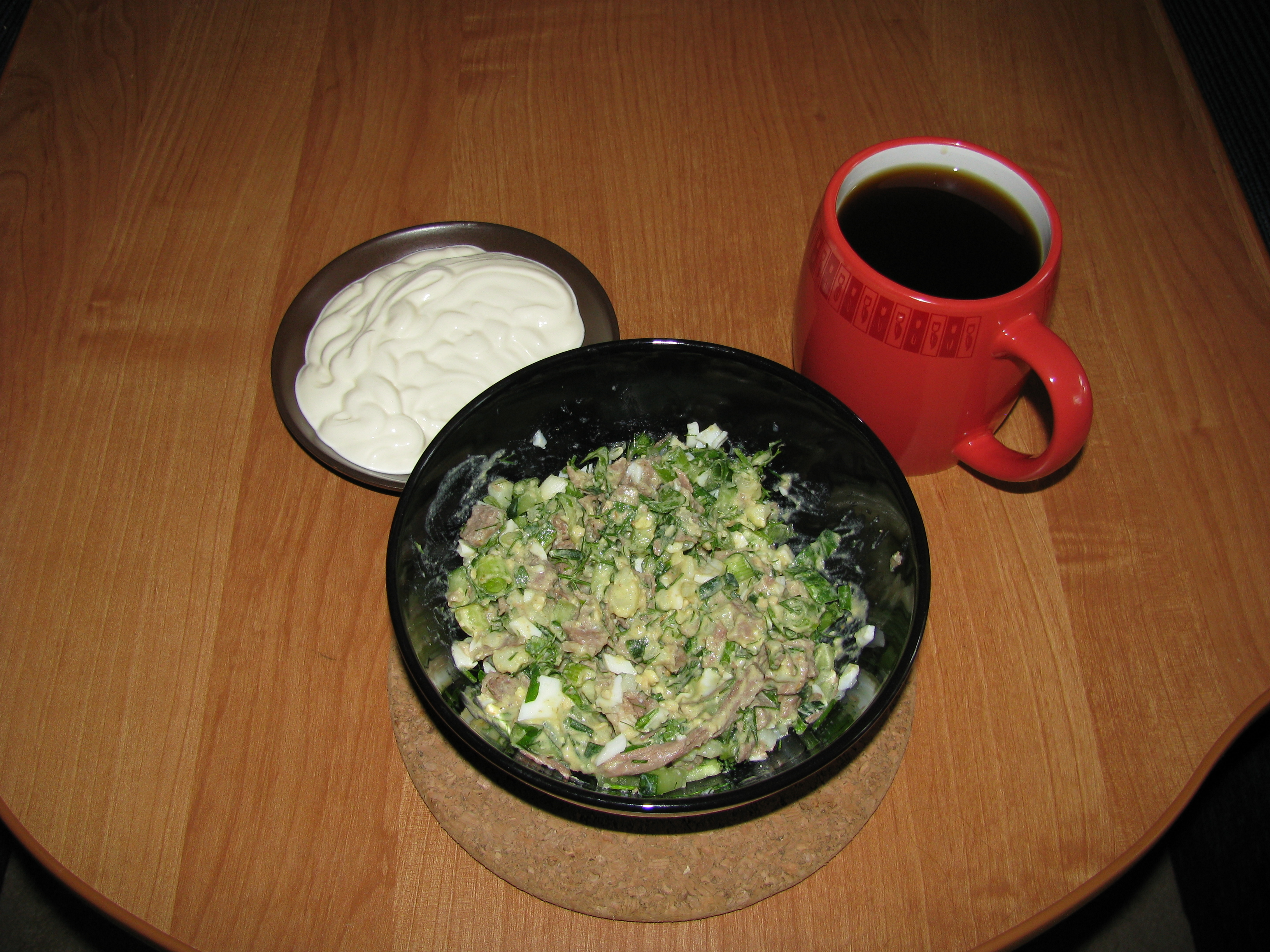
드레싱을 넣은 오크로시카
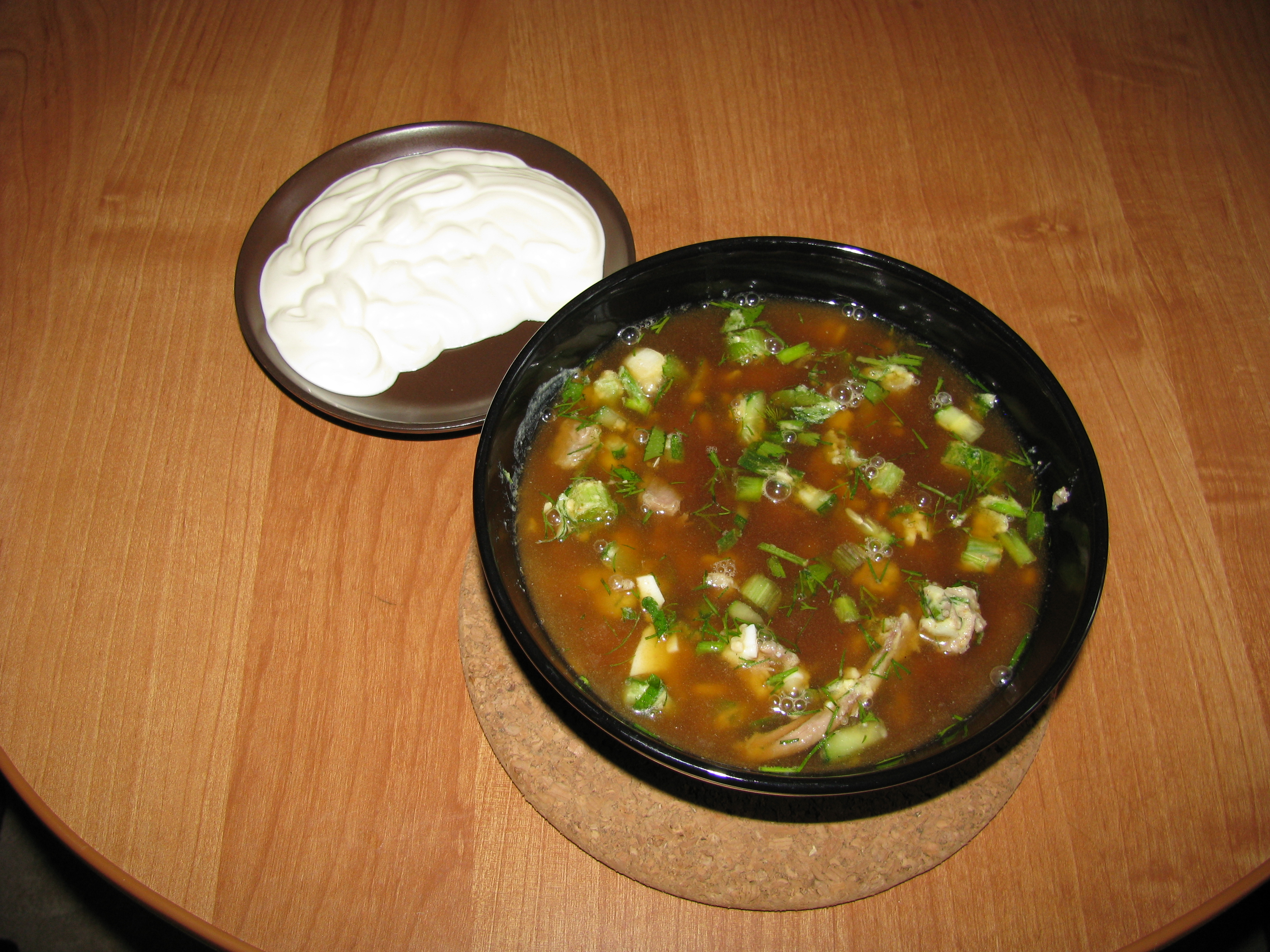
혼합물에 크바스를 추가한다.
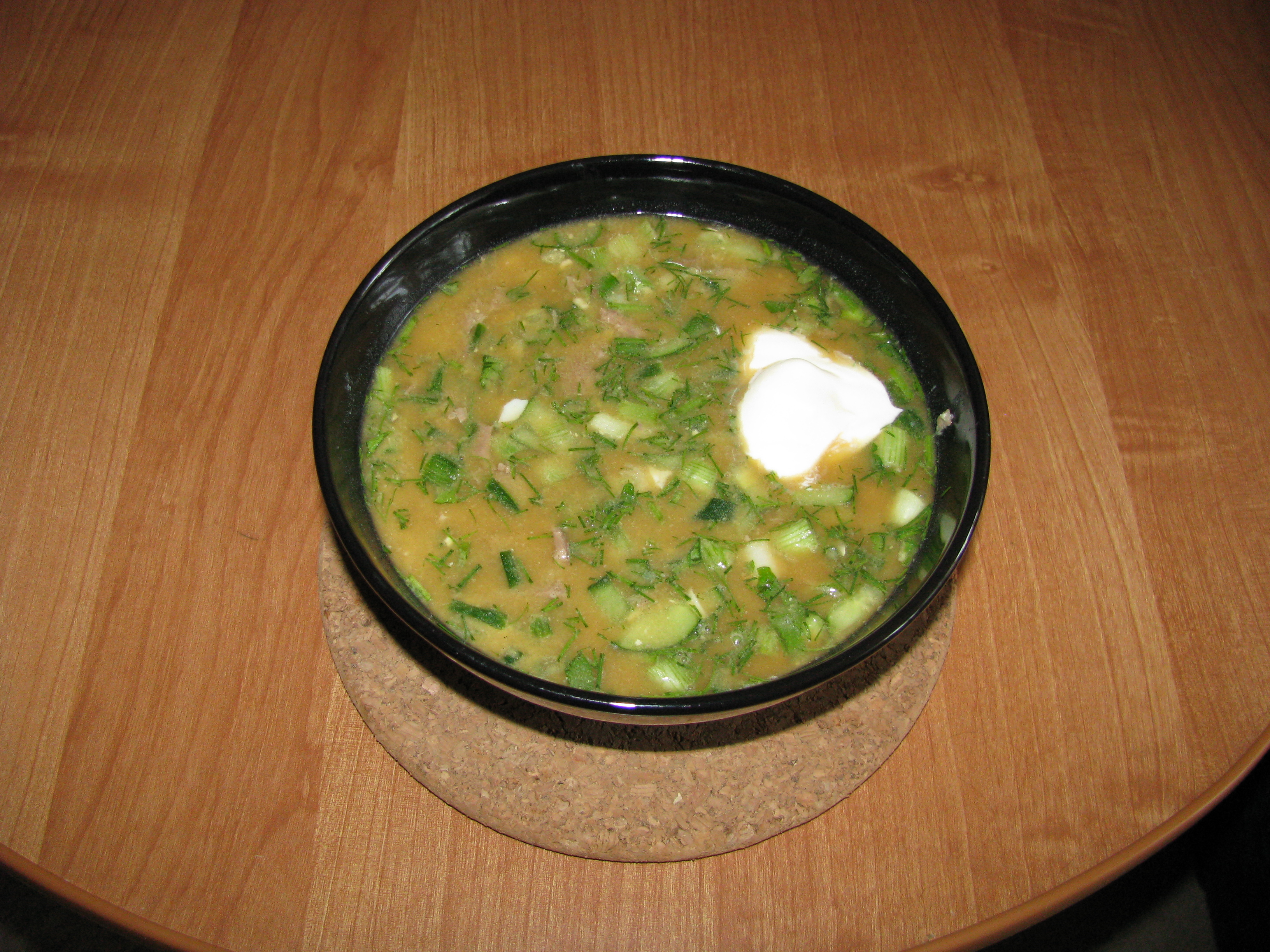
국을 섞고 스메타나를 추가한다.
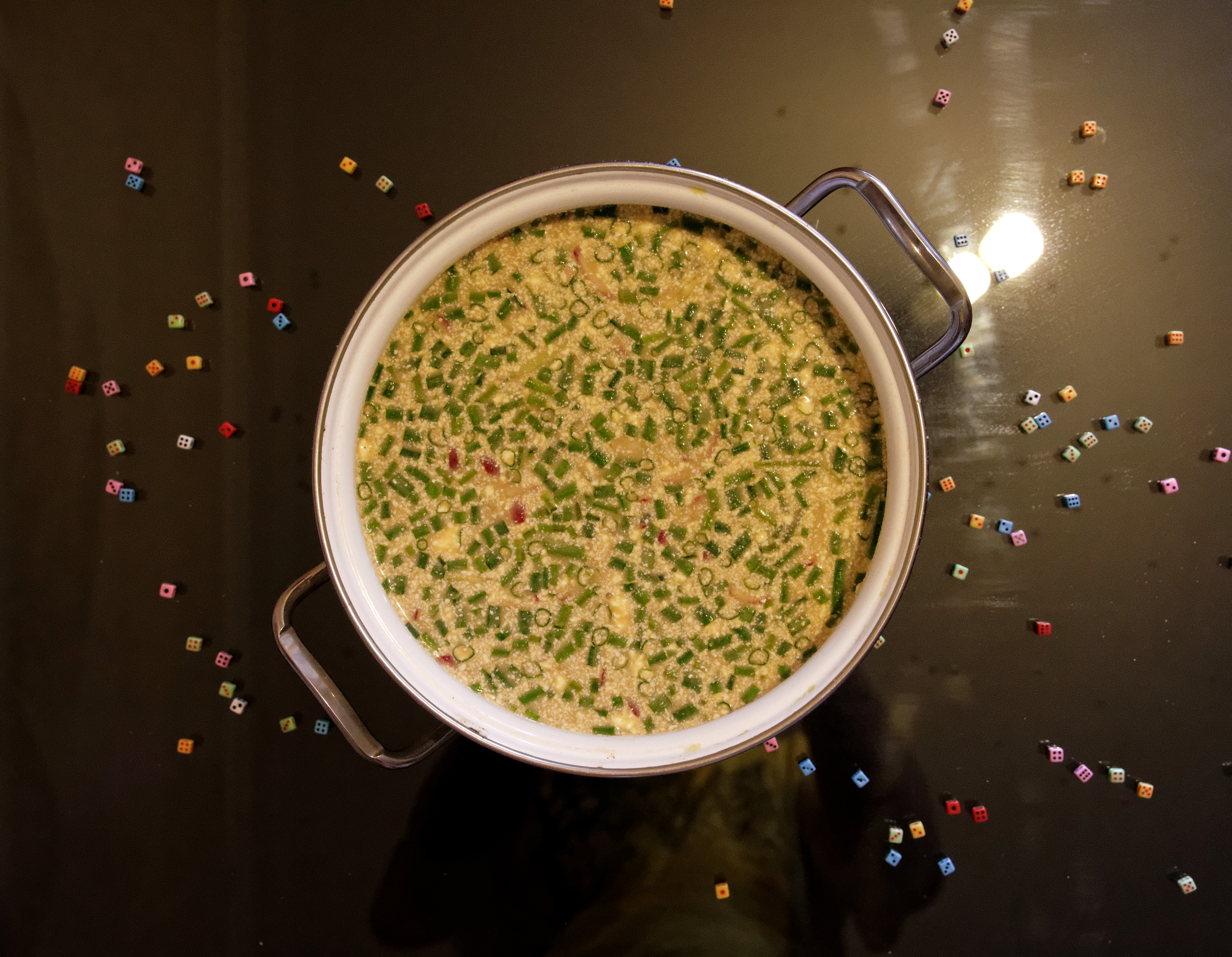
케피르, 크바스, 유청을 섞은 오크로시카

## 같이 보기
- 러시아 요리 목록
- 국 목록
- 차가운 국 목록

## 추가 자료
- Solley, P. (2004). An Exaltation of Soups: The Soul-Satisfying Story of Soup, as Told in More Than 100 Recipes. New York: Three Rivers Press. ISBN 978-1400050352.
- Mobile Reference (ed.) (2007). Travel Saint Petersburg, Russia: City Guide, Phrasebook, and Maps. Boston: Sound Tells, LLC. ISBN 9781605010212.